# カンプチア王国
カンプチア王国（クメール語：ព្រះរាជាណាចក្រកម្ពុជា、日本語：カンボジア王国）は、1945年3月9日から1945年10月16日までカンボジアに存在した大日本帝国の傀儡国家である。

カンプチア王国
ព្រះរាជាណាចក្រកម្ពុជា (クメール語)
Royaume du Kampuchéa (フランス語)

第二次世界大戦中において、この地図に示された三地域はタイに併合された。

## 歴史
1945年3月9日、第二次世界大戦の末期に、日本はインドシナにおけるフランスの統治を打倒した。（明号作戦）フランスの植民地行政官は職を解かれ、フランス軍は武装解除を命じられた。日本は、現地の統治者に独立宣言を促すことで、東京の戦争努力に対する地元住民の衰退しつつある支持を回復させようとした。3月13日、若きノロドム・シハヌーク国王は、日本からの正式な要請を受けて、カンボジア王国の独立を宣言した（同時に、国のフランス語での正式名称をカンボジアからカンプチアに変更した）。その後まもなく、日本政府は名目上カンボジアの独立を批准し、プノンペンに領事館を設置した。シハヌークの勅令は、以前のフランスとカンボジアの条約を廃止し、独立を果たしたばかりの国として日本との協力と同盟を誓った。新政府は、フランス植民地政権が強制し始めていたクメール語のローマ字表記を廃止し、公式にクメール文字を復活させた。短命に終わった政府当局が取ったこの措置は好評を博し、長続きした。それ以来、カンボジアではクメール語を再びローマ字表記しようとする政府は現れていない。その他の変更には、仏教の太陰暦の復活も含まれている。
ノロドム・シハヌークは当初、1945年3月18日から首相も務めた。しかし、 1942年の反フランスデモ後に日本に逃亡したクメール語新聞「ナガラ・バッタ」の発行人の一人であるソン・ゴック・タンが1945年4月に帰国し、外務大臣に就任した。ソン・ゴック・タンは日本の降伏後に首相の座を引き継ぎ、1945年10月のフランス復古までその職を務めた。
1945年8月の日本の降伏により、カンボジアの日本占領は終了した。連合国軍がカンボジアに侵攻した後、同国に駐留していた日本軍は武装解除され、本国に送還された。フランスは同年10月にプノンペンで植民地政権を復活させた。10月12日、フランス植民地当局はソン・ゴック・タンを日本との協力の疑いで逮捕し、フランスに追放した。タンはフランスで軟禁生活を送っていた。彼の支持者の一部は潜伏し、タイ支配下のカンボジア北西部に逃れ、最終的に独立派のクメール・イッサラクに加わった。この反フランスで政治的に多様な民族主義運動はタイの支援を受けて組織されたが、後に分裂した。

## リーダー
参照：カンボジアの国家元首一覧（英語版）およびカンボジアの首相一覧（英語版）

## 参照
- 日本によるカンボジア占領
- フランス保護領カンボジア
- ベトナム帝国
- ルアンパバーン王国